# Leucanopsis coniota
Leucanopsis coniota är en fjärilsart som beskrevs av George Francis Hampson 1901. Leucanopsis coniota ingår i släktet Leucanopsis och familjen björnspinnare. Inga underarter finns listade i Catalogue of Life.